# Франсуа Дюпейрон
Франсуа́ Дюпейро́н (фр. François Dupeyron; нар. 14 серпня 1950, Тартас, Франція —пом.25 лютого 2016) — французький кінорежисер, сценарист, оператор. Закінчив IDHEC. Починаючи з 1977 року як режисер зняв 17 фільмів. Двічі, у 1985 та 1989 роках, отримував премію Сезар у категорії за найкращий короткометражний фільм. Його фільм «Палата для офіцерів» брав участь у конкурсній програмі Каннського кінофестивалю у 2001 році.

## Вибрана фільмографія
| Рік  | Фільм                                     | Оригінальна назва                       | Примітки             |
| ---- | ----------------------------------------- | --------------------------------------- | -------------------- |
| 1988 | Дивне місце для зустрічі                  | Drôle d'endroit pour une rencontre      | режисер              |
| 1991 | Серце, яке б'ється                        | Un coeur qui bat                        | режисер              |
| 1994 | Машина                                    | La machine                              | режисер, сценарист   |
| 1994 | Улюблений син                             | Le fils préféré                         | сценарист            |
| 1996 | Любов має бути придумана наново           | L'@mour est à réinventer                | міні-серіал, режисер |
| 1999 | Що є життя?                               | C'est quoi la vie?                      | режисер, сценарист   |
| 1999 | Міст між двох берегів                     | Un pont entre deux rives                | сценарист            |
| 2001 | Не потрібно історій!                      | Pas d'histoires!                        | режисер, сценарист   |
| 2001 | Палата для офіцерів                       | La chambre des officiers                | режисер, сценарист   |
| 2003 | Месьє Ібрагім і квіти Корану              | Monsieur Ibrahim et les fleurs du Coran | режисер, сценарист   |
| 2004 | Інгелезі                                  | Inguélézi                               | режисер, сценарист   |
| 2006 | Маленькі секрети                          | Perl oder Pica                          | сценарист            |
| 2008 | Допоможи собі сам, тоді Бог тобі допоможе | Aide-toi, le ciel t'aidera              | режисер, сценарист   |
| 2009 | Трезор                                    | Trésor                                  | режисер              |
| 2013 | Єдиний у своєму роді                      | Mon âme par toi guérie                  | режисер              |